# San Pier Damiani ai Monti di San Paolo
La diaconie cardinalice de San Pier Damiani ai Monti di San Paolo est érigée par le pape Paul VI le 5 mars 1973.

## Titulaires
| - Pietro Palazzini (1973-1974) - Vacance (1974-2003) - Gustaaf Joos (2003-2004) - Agostino Vallini (2006- ) pro hac vice depuis 2009 |